# 梅克倫堡-什未林的亞歷山德琳
亚历山德琳·奥古丝塔（德語：Alexandrine Auguste，1879年12月24日—1952年12月28日），為丹麦王后與梅克倫堡-什未林大公國公主。其丈夫為丹麦国王克里斯蒂安十世。
亚历山德琳之曾外祖父為俄罗斯沙皇尼古拉一世。1898年，其於法国戛纳與克里斯蒂安十世结婚并诞下两子。
第二次世界大战期间，其與丈夫克里斯蒂安十世成为国家的重要标志人物。生为德国人的亚历山德琳王后在大战中没有偏袒納粹德國，反而多次展示她对丹麦的忠诚，受丹麦人民喜爱。